# Чемпіонат Європи з хокею із шайбою серед юніорів 1978
Чемпіонат Європи з хокею із шайбою серед юніорів 1978 — одинадцятий чемпіонат Європи з хокею із шайбою серед юніорів. Чемпіонат пройшов у містах Гельсінкі та Вантаа (Фінляндія) з 27 грудня 1977 по 2 січня 1978. Чемпіоном Європи стала юнацька збірна Фінляндії.

## Група А

### Попередній раунд
Група 1
| Збірна       | 1    | 2    | 3    | 4    | ШЗ/ШП | О |
| ------------ | ---- | ---- | ---- | ---- | ----- | - |
| 1. Фінляндія |      | 2:1  | 10:7 | 11:1 | 23:09 | 6 |
| 2. Швеція    | 1:2  |      | 7:2  | 14:0 | 22:04 | 4 |
| 3. Швейцарія | 7:10 | 2:7  |      | 6:5  | 15:22 | 2 |
| 4. Норвегія  | 1:11 | 0:14 | 5:6  |      | 06:31 | 0 |

Група 2
| Збірна            | 1    | 2    | 3   | 4    | ШЗ/ШП | О |
| ----------------- | ---- | ---- | --- | ---- | ----- | - |
| 1. СРСР           |      | 3:0  | 8:1 | 13:1 | 24:02 | 6 |
| 2. Чехословаччина | 0:3  |      | 8:2 | 13:1 | 21:06 | 4 |
| 3. Польща         | 1:8  | 2:8  |     | 5:3  | 08:19 | 2 |
| 4. ФРН            | 1:13 | 1:13 | 3:5 |      | 05:32 | 0 |

### Фінальний раунд
Чемпіонська група
| Збірна            | 1         | 2       | 3     | 4     | ШЗ/ШП | О |
| ----------------- | --------- | ------- | ----- | ----- | ----- | - |
| 1. Фінляндія      |           | 6:5 2ОТ | (2:1) | 6:2   | 14:08 | 6 |
| 2. СРСР           | 5:6 2o.t. |         | 5:3   | (3:0) | 13:09 | 4 |
| 3. Швеція         | (1:2)     | 3:5     |       | 4:2   | 08:09 | 2 |
| 4. Чехословаччина | 2:6       | (0:3)   | 2:4   |       | 04:13 | 0 |

Фінальна гра за перше місце
| 2 січня 1978 | СРСР | 5 : 6 2ОТ (2:1, 1:1, 0:1, 2:2, 0:1) | Фінляндія | Глядачів: 7604 |

|                                                                |  |                                                                      |  |  |
| В. Шахов І. Фуніков В. Шахов Є. Попіхін 73:43 Є. Попіхін 78:17 |  | 19:59 Куррі Ю. Лепісто Гайкарі 76:43 Лейне 79:45 Гайкарі 81:42 Куррі |  |  |
|                                                                |  |                                                                      |  |  |
|                                                                |  |                                                                      |  |  |

Втішний раунд
| Збірна       | 1     | 2     | 3     | 4     | ШЗ/ШП | О |
| ------------ | ----- | ----- | ----- | ----- | ----- | - |
| 1. Польща    |       | 4:3   | (5:3) | 6:3   | 15:09 | 6 |
| 2. Швейцарія | 3:4   |       | 10:7  | (6:5) | 19:16 | 4 |
| 3. ФРН       | (3:5) | 7:10  |       | 2:1   | 12:16 | 2 |
| 4. Норвегія  | 3:6   | (5:6) | 1:2   |       | 09:14 | 0 |

Норвегія вибула до Групи «В».

### Призи та нагороди чемпіонату
| Нагорода            | Гравець       | Збірна    |
| ------------------- | ------------- | --------- |
| Найкращий бомбардир | Анрі Логер    | Швейцарія |
| Найкращий воротар   | Ярі Паавола   | Фінляндія |
| Найкращий захисник  | Євген Попіхін | СРСР      |
| Найкращий нападник  | Ярі Куррі     | Фінляндія |

## Група В
Матчі пройшли 1 — 5 березня 1978.

### Попередній раунд
Група 1
Матчі проходили в Гертогенбосі (Нідерланди).
| Збірна        | 1   | 2   | 3   | 4   | ШЗ/ШП | О |
| ------------- | --- | --- | --- | --- | ----- | - |
| 1. Італія     |     | 3:2 | 5:4 | 6:7 | 14:13 | 4 |
| 2. Югославія  | 2:3 |     | 4:2 | 3:1 | 09:06 | 4 |
| 3. Нідерланди | 4:5 | 2:4 |     | 2:0 | 08:09 | 2 |
| 4. Данія      | 7:6 | 1:3 | 0:2 |     | 08:11 | 2 |

Група 2
Матчі проходили в Дьорні (Бельгія).
| Збірна     | 1    | 2    | 3    | 4    | ШЗ/ШП | О |
| ---------- | ---- | ---- | ---- | ---- | ----- | - |
| 1. Франція |      | 4:4  | 6:1  | 10:1 | 20:08 | 5 |
| 2. Румунія | 4:4  |      | 5:5  | 12:1 | 21:10 | 4 |
| 3. Австрія | 1:6  | 5:5  |      | 16:0 | 22:11 | 3 |
| 4. Бельгія | 1:10 | 1:12 | 0:16 |      | 02:38 | 0 |

### Стикові матчі
| 7-е місце | Данія   | 15:2 (5:1, 5:0, 5:1)            | Бельгія    |  |
| 5-е місце | Австрія | 5:3 (0:1, 0:0, 5:2)             | Нідерланди |  |
| 3-є місце | Румунія | 7:5 ОТ (1:2, 3:2, 1:1, 2:0)     | Югославія  |  |
| Фінал     | Італія  | 4:3 Б (0:0, 2:1, 0:1, 1:1, 1:0) | Франція    |  |

Італія підвищилась до Групи «А», Бельгія вибула до Групи «C».

### Група C
Матчі проходили в Софії (Болгарія) 20 — 26 січня 1979.
| Збірна      | 1       | 2       | 3       | ШЗ/ШП | О   |
| ----------- | ------- | ------- | ------- | ----- | --- |
| 1. Угорщина |         | 2:2 6:5 | 8:1 5:5 | 21:13 | 6:2 |
| 2. Болгарія | 2:2 5:6 |         | 9:2 1:3 | 17:13 | 3:5 |
| 3. Іспанія  | 1:8 5:5 | 2:9 3:1 |         | 11:23 | 3:5 |

Угорщина підвищилась до Групи «В».